# Sitzendorf an der Schmida
Sitzendorf an der Schmida je městys v západní části Weinviertelu v okrese Hollabrunnu v Dolních Rakousích. Žije zde přibližně 2 200 obyvatel.

## Geografie
Sitzendorf an der Schmida leží na řece Schmida. Plocha městyse je 61,83 kilometrů čtverečních a 6,59 % plochy je zalesněno.
Sitzendorf je složený z katastrálních území:
- Braunsdorf
- Frauendorf
- Goggendorf
- Kleinkirchberg
- Niederschleinz
- Pranhartsberg
- Roseldorf
- Sitzendorf
- Sitzenhart

Katastrální území Sitzendorf je hlavním místem stejnojmenné obce a v rozhodný den 1. září 2004 byl s 823 obyvateli (z toho 165 s přechodným bydlištěm) největší obcí z okolí.

## Historie

### Vývoj počtu obyvatel
- 1971 2738
- 1981 2380
- 1991 2170
- 2001 2208

## Politika
Starostou městyse je Leopold Hummer z ÖVP, vedoucí kanceláře Gerhard Eser.
Po obecních volbách dne 14. března 2010 jsou křesla v obecním zastupitelstvu, podle získaných mandátů, obsazena takto:
- ÖVP 15
- SPÖ 6

## Hospodářství a infrastruktura
Nezemědělských pracovišť bylo v roce 2001 69, zemědělských a lesnických pracovišť bylo při šetření v roce 1999 233.
Počet výdělečně činných obyvatel v místě bydliště bylo v roce 2001 935, tj. 43,8 %.
Městys Sitzendorf an der Schmida je součástí přírodního parku Schmidatal.

## Pamětihodnosti
- Farní kostel svatého Martina – pozdně gotický. V kostele je náhrobní deska Hannse z Wulferstorffu z roku 1504
- Tři budovy pod památkovou ochranou:
  - Budova na hlavním náměstí č. 13 – někdejší nemocnice a sirotčinec z roku 1520 s mohutným gotickým arkýřem
  - Budova v kněžském příkopu č. 2 – bývalý protestantský farní dvůr z 16. století
  - Budova na hlavním náměstí č. 10 Secesní vila s nárožní věží z roku 1912 s výzdobou formovanou vídeňskou dílnou
- Keltská výstava – v obecním úřadu Sitzendorf jsou vykopávky z keltského osídlení u Sandbergu (stálá výstava), prohlídka je možná v úřední hodiny místního úřadu

## Osobnosti

### Osoby se vztahem k místu
- Rytíř Hanns von Wulfestorff († 31. srpna 1504 v Sitzendorfu an der Schmida) – kolem roku 1500 byl lenním pánem, polní maršál pod císařem Friedrichem III.
- Kněz Arnold Janssen (1837-1909) – německý misionář, zakladatel Steylerské misie, byl v roce 2003 prohlášen za svatého, dostal koncem 19. století domovské právo v obci
- Dr. Martin Wölfl – v letech 1482 až 1492 byl farářem v Sitzendorfu a později rektor vídeňské univerzity
- Artur Rosenauer (*1940) – univerzitní profesor a rakouský historik umění

### Čestní občané
- Josef Blöch † – starosta
- Emmerich Cermak † – ministr
- Josef Dolezalek † – děkan
- Alois Fischer (1796-1883) – prezident zemského sněmu
- Gottfried Marschall (1840-1911) – světící biskup
- Josef Kühschelm (1855-1908) – poslanec zemského sněmu, děkan
- Josef Reither (1880-1950) – zemský hejtman
- Johann Eichinger (1886-1967) – prezident spolkové hospodářské rady
- Engelbert Dollfuß (1892-1934) – spolkový kancléř
- Ferdinand Fiala † – farář a děkan
- Anton Fiedler † zástupce starosty
- baron Pachner von Eggentorf † – c. a k. okresní hejtman
- baron von Hohenbruck – † c. a k. okresní hejtman
- Johann Waltner (1900-1987) – zemský radní
- Jakob Fried † – spiritualní zástupce duchovního
- Erwin Schönborn-Buchheim †
- Eduard Hartmann (1904-1966) – zemský hejtman
- Richard Held † – c. a k. místodržící
- Johann Laba † – správce panství
- Andreas Maurer (* 1919) – zemský hejtman
- Ferdinand Mayer † – starosta
- Josef Mum † starosta
- Philipp Perko † – všeobecný lékař
- Walter Rathpoller – farář
- Johann Rieder † – farář (duchovní po dobu 40 let)
- Josef Schöffl † – dolnorakouský zemský strážce
- Anton Schöpfleuthner † – kanovník
- Carl Semsch † – zemský oblastní rada
- Michael Wittmann † – děkan
- Johann Wöber † – obecní radní
- Eduard Zankl † – řídící učitel
- Johann Kähsmayer – vrchní školní rada
- Bonaventura Diem – starosta
- Erwin Plewan – architekt
- Leopold Autherieth – duchodní poradce
- Walter Edhofer – dvorní rada
- Leopold Kurz, OSR – VS ředitel ve výslužbě
- Ferdinand Mayer † – starosta